# II liga polska w hokeju na lodzie (1968/1969)
II liga polska w hokeju na lodzie 1968/1969 – 15. sezon zmagań drugiego poziomu ligowego hokeja na lodzie w Polsce. Został rozegrany na przełomie 1968 i 1969 roku. Od tego sezonu zlikwidowano dwie grupy II ligi i wprowadzono jedną centralną II ligę.

## Eliminacje o I ligę
Prowadzono eliminacje o awans do I ligi 1969/1970.
- ŁKS Łódź – Śląsk Wrocław 4:1 (2:1, 1:0, 1:0)
- Unia Oświęcim – KTH Krynica 3:0 (1:0, 2:0, 0:0)